# کوسه بلعنده کوتوله
کوسه بلعنده کوتوله (نام علمی: Centrophorus atromarginatus) نام یک گونه از تیره میان‌ربایندگان است.